# Bertholdia yashoquintela
Bertholdia yashoquintela är en fjärilsart som beskrevs av Rawlins. Bertholdia yashoquintela ingår i släktet Bertholdia och familjen björnspinnare. Inga underarter finns listade i Catalogue of Life.